# Петрово (Окуловский район)
Петро́во — деревня в Окуловском муниципальном районе Новгородской области, относится к Котовскому сельскому поселению.

## География
Деревня Петрово расположена у впадения реки Кренично в реку Шегринку, на левом берегу Шегринки, в 2 км к юго-западу от её впадения в реку Мста,  в 8 км к востоку от посёлка Котово, в 23 км к северо-востоку от города Окуловка.
На противоположном берегу реки Шегринка расположена нежилая деревня Юрьево.

## Население
| 2010 |
| ---- |
| 10   |

## История
В 1773—1927 деревня Петрово находилась в Боровичском уезде Новгородской губернии. С начала XIX века до 1924 относилась к Шегринской волости Боровичского уезда.
Отмечена на карте 1826—1840.
В 1911 в деревне Петрово было 34 двора с 45 домами и населением 166 человек. Имелись часовня и 2 частные лавки.
В 1927 деревня Петрово вошла в состав Окуловского района.
В 1928—2005 деревня Петрово относилась к Перетёнковскому сельсовету.
В 2005 вошла в Котовское сельское поселение.

## Люди, связанные с деревней
В 1973 года в деревне Петрово поселились Ленинградские художники Александр Викторович Орешников и Владимир Игнатьевич Табанин, заслуженный художник РФ.
В 2012 году художники Петрово провели совместную выставку в Малом Манеже Санкт-Петербурга. В ней приняли участие больше сорока мастеров. Все они летом живут в Петрово. Большая часть из них члены Петербургского Союза художников: Владимир Табанин, Рашид Доминов, Александр Орешников, Евгений и Евгения Тереховы, Валерий Машенкин, Николай Клочков, Михаил Логинов, Владимир Янтарев, Елена Галеркина, Галина Подлясская, Валерий и Леонид Метик, Александр и Тамара Жабины, Анастасия Михайлова, Вадим и Элеонора Масловы, Владислав Разгулин, Сергей и Наталия Бородкины, Галина Якимович, скульпторы Ерёмины и др.
Помимо художников, дачниками деревни Петрово были поэт и киносценарист Альбина Михайлова-Шульгина, кинорежиссёр Игорь Масленников.
В Петрово бывают писатель и кинорежиссёр Вадим Михайлов, известный петербургский фотограф Владимир Никитин, актёры Анна Табанина и Михаил Пореченков.

## Транспорт
Ближайшая ж/д станция расположена в Котово.